# Citocinina

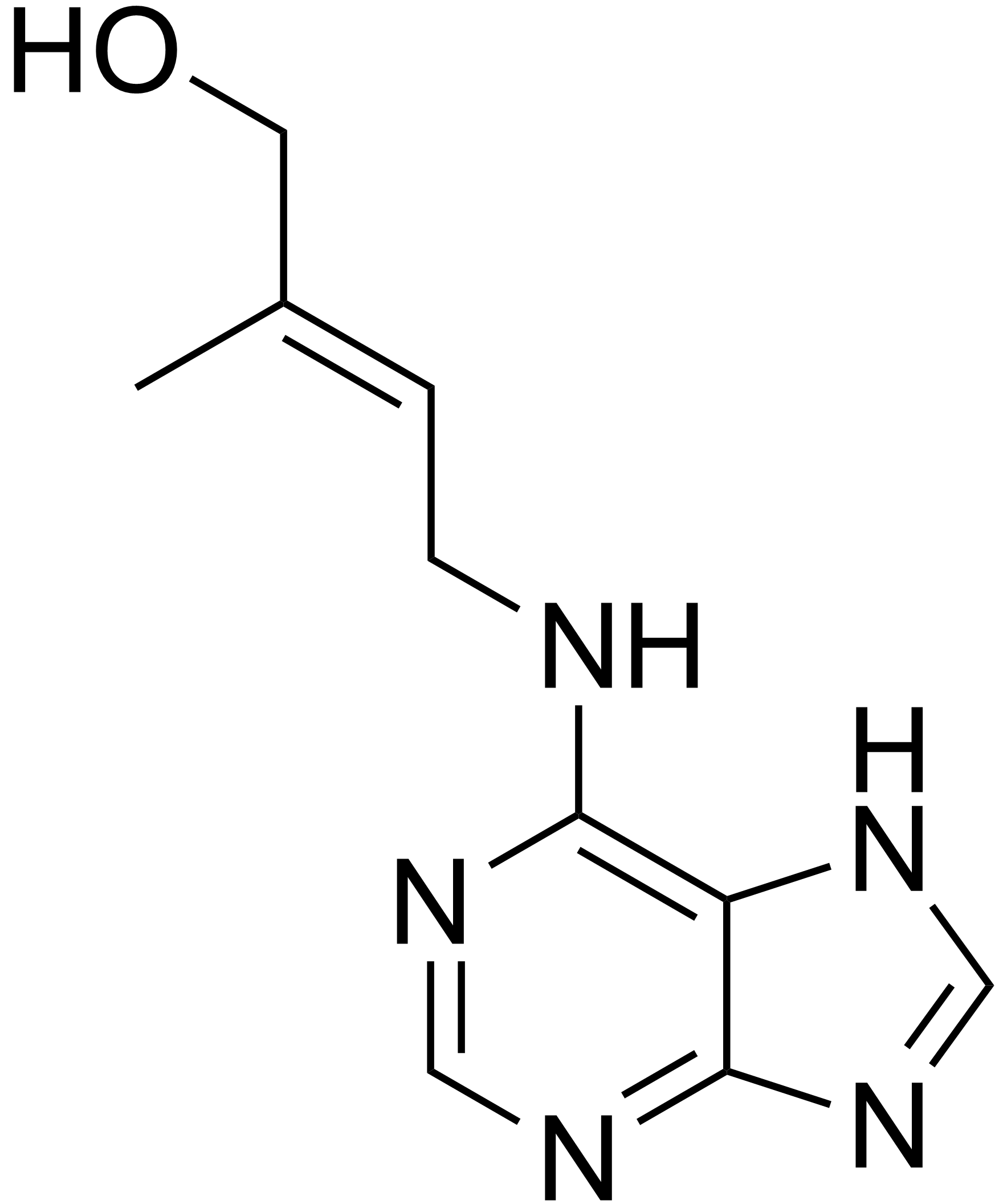
Estructura de la zeatina, un tipus de citocinina.

Les citocinines són fitohormones que regulen la divisió cel·lular. Segons la seva constitució química, les citocinines són derivats purínics, sobretot derivats de l'adenina.

## Història
L'any 1913 Haberlandt va aportar indicis sobre quines substàncies del floema podien estimular divisions cel·lulars en el parènquima de patata.
L'any 1941 Van Overbeck va descobrir que la llet de coco podia provocar divisions cel·lulars en embrions cultivats. A continuació Steward i col·laboradors van comprovar que també estimulava la divisió cel·lular en teixits. Però el veritable descobriment de la citocinina va ser dut pel grup de treball de Skoog, amb preparats d'ADN. L'any 1955 es va aconseguir l'aïllament del principi actiu, que es va anomenar quinetina. Aquesta era una citoquinina de laboratori. Va ser l'any 1964 que es va descobrir la primera citocinina natural, la zeatina del blat de moro.

## Funcions
- Allargament cel·lular i divisió cel·lular
- Trencament de la pausa o letargament de la germinació de llavors.
- Trencament de la dominància apical, degut a l'activació de gemmes laterals.
- Retard de la senescència o envelliment de les fulles.
- Estimulació de la síntesi d'enzims.